# Rodolfo V de Baden
Rodolfo V, Margrave de Baden-Pforzheim (m. 28 de agosto de 1361) era un hijo del margrave Rodolfo IV (m. 25 de junio de 1348 y su segunda esposa María de Oettingen (m. 10 de junio de 1369). En 1348, sucedió a su padre como margrave de Baden-Pforzheim.
El emperador Luis IV había hipotecado a su padre en 1334 el castillo de Ortenburg, las ciudades de Offenburg, Gengenbach y Zell am Harmersbach y las posesiones imperiales en la región del Ortenau. Cuando llegó el momento de devolver el préstamo, el emperador Carlos IV no tenía el dinero, de manera que se permitió a Rodolfo mantener estas posesiones. Carlos IV también hipotecó la aduana en Estrasburgo a Rodolfo y el arzobispo Bertoldo II de Estrasburgo.
El 26 de agosto de 1347, se casó con Adelaida, señora de Belfort (m. 1370/73), hija del margrave Rodolfo Hesso de Baden-Baden y su esposa, Juana de Borgoña. Este matrimonio no tuvo descendencia. En 1356, Rodolfo concluyó un tratado relativo a la herencia con su sobrino Rodolfo VI de Baden-Baden, en el que Rodolfo V nombraba a Rodolfo VI como su heredero.
Rodolfo V murió en 1361. Después de su muerte, Baden-Pforzheim pasó a Baden-Baden, reuniendo Baden de nuevo. Su viuda se volvió a casar el 4 de abril de 1369 con el conde Walram IV de Tierstein.